# Пантазь
Пантазь, Пантазі (рум. Pantazi) — село у повіті Прахова в Румунії. Входить до складу комуни Валя-Келугеряске.
Село розташоване на відстані 55 км на північ від Бухареста, 8 км на схід від Плоєшті, 90 км на південний схід від Брашова.

## Населення
За даними перепису населення 2002 року у селі проживала 1191 особа, усі — румуни. Усі жителі села рідною мовою назвали румунську.